# Дадья-Лефкими-Суфлион
Национальный лесной парк «Дадья-Лефкими-Суфлион» (греч. Εθνικό Πάρκο Δάσους Δαδιάς-Λευκίμμης-Σουφλίου) — национальный парк в периферийной единице Эврос периферии Восточная Македония и Фракия в северо-восточной части Греции. Создан в 2006 году.

## Описание
Национальный лесной парк «Дадья-Лефкими-Суфлион» имеет площадь 428 км2. Высшая точка парка — Капсало (620 м над уровнем моря). Большая часть территории парка покрыта лесами, видовой состав которых сформирован в соответствии с местными климатическими, почвенными и водными условиями.
В 1980 году его территория была признана охраняемой, а в 2006 году был создан национальный парк. С 2014 года парк «Дадья-Лефкими-Суфлион» является кандидатом на включение в список Всемирного наследия ЮНЕСКО.

## Флора
В центральной и восточной части национального парка «Дадья-Лефкими-Суфлион» расположены хвойные леса с преобладанием сосны калабрийской (Pinus brutia) и сосны чёрной (Pinus nigra), тогда как лиственные леса, смешанные леса и маквис занимают лишь небольшие площади. В свою очередь, на севере и юго-западе преобладают дубравы, состоящие из нескольких видов дубов, такими как дуб венгерский (Quercus frainetto), дуб австрийский (Quercus cerris) и дуб пушистый (Quercus pubescens). В промежуточных зонах смешанные леса из дуба и сосны. С другой стороны, склерофильная растительность, такая как земляничник греческий (Arbutus adrachne), филлирея широколистная (Phillyrea latifolia), эрика древовидная (Erica arborea) и ладанник критский (Cistus creticus), встречается в основном в юго-западной части парка.
В парке зарегистрировано 360—400 видов растений, 25 из которых — орхидеи. Среди встречающихся здесь растений можно встретить два эндемичных для Греции вида: Minuartia greuteriana и Onosma kittanae. Также в парке произрастают редкие виды растений, такие как Cephalanthera epipactoides, Salix xanthicola, Zygophyllum album, Eriolobus trilobatus.

## Фауна

### Млекопитающие
В парке насчитывается 60-65 видов млекопитающих. Обитают такие виды, как европейская косуля (Capreolus capreolus), выдра (Lutra lutra), евразийский волк (Canis lupus lupus), среднеевропейский лесной кот (Felis silvestris silvestris), кабан (Sus scrofa), каменная куница (Martes foina), ласка (Mustela nivalis) и барсук (Meles meles). Обращает на себя внимание наличие 24 видов летучих мышей, которые укрываются в пещерах, а также старых шахтах в этом районе.

### Птицы
В парке зарегистрировано 36 видов дневных хищных птиц и около 166 других видов птиц. Встречаются такие виды, как чёрный гриф (Aegypius monachus), обыкновенный стервятник (Neophron percnopterus), белоголовый сип (Gyps fulvus), обыкновенный канюк (Buteo buteo), змееяд (Circaetus gallicus), орёл-карлик (Hieraetus pennatus), малый подорлик (Clanga pomarina), осоед (Pernis apivorus), чёрный коршун (Milvus migrans), ястреб-тетеревятник (Accipiter gentilis), болотный лунь (Circus aeruginosus), ястреб-перепелятник (Accipiter nisus), европейский тювик (Accipiter brevipes), беркут (Aquila chrysaetos), балобан (Falco cherrug), кобчик (Falco vespertinus), чёрный аист (Ciconia nigra), серая куропатка (Perdix perdix).

### Рептилии и амфибии
В парке 29 видов рептилий (в том числе четыре вида черепах, одиннадцать видов ящериц и четырнадцать видов змей) и 12-13 видов амфибий, десять из которых лягушки, в том числе краснобрюхая жерлянка (Bombina bombina).

### Рыбы
В водах парка обнаружено 17 видов рыб.